# 忠北道立大学
忠北道立大学（韩语：충북도립대학교，英语：Chungbuk Provincial University）是一所公立大学。校区位于忠清北道的沃川郡和清州市。建立该大学的目的是扩大农村地区接受高等教育的机会，并为忠北道的高科技工业园区和地方工业综合体提供技术劳动力。

## 历史
- 1997年11月：大学获得成立批准
- 1998年3月: 省立沃川专门大学成立
- 2000年5月 : 更名为忠北科技大学
- 2003年1月：开设产学研联合中心
- 2007年2月 : 学生生活中心竣工（5层，共208坪）
- 2008年11月 : 学校更名为忠北道立大学
- 2015年3月 : 生物医学系迁至乌松校区
- 2015年 ：在教育部大学结构改革评估中获得D级[1]
- 2017年 ：教育部大学结构改革评价第二年实施情况检查而部分解除财政支持限制[2]
- 2018年8月：入选教育部高校基本能力诊断自强高校
- 2018年5月：忠北道立大学建校20周年
- 2019年1月 : 更名为忠北道立大学校

## 脚注
1. ↑  대학구조개혁평가 결과…교육부, 재정 지원 제한 "장학금까지 영향?" [], 중앙일보, 2015년 9월 1일 작성.
2. ↑  이홍하 설립 4개大 모두 최하위…재정지원 전면 제한 （页面存档备份，存于）, 한국대학신문, 2017년 9월 4일 작성.